# Isabelle (André Gide)
Isabelle ist eine Erzählung von André Gide, die – Mitte 1910 entstanden – 1911 unter demselben Titel in der Éditions Gallimard/Paris erschien.
Der 25-jährige Gérard Lacase von der Sorbonne promoviert in den 90er Jahren des 19. Jahrhunderts über das Leben Bossuets. Auf dem abgelegenen, landgutähnlichen Schloss Quartfourche, in der Nähe von Pont-l’Évêque, verliebt er sich während seiner zwölftägigen Literaturstudien in das Bildnis der Mademoiselle Isabelle de Saint-Auréol. Der Pariser Literat wird schließlich von der Wirklichkeit ernüchtert.

## Inhalt
Neben seiner Forschungstätigkeit in der Schloss-Bibliothek interessiert sich Gérard auch für die auf Quartfourche lebenden Personen. Besitzer des Anwesens sind die verarmten alten Saint-Auréols – der Baron und die Baronin. Zum Glück des adeligen Paares wohnt noch der wohlhabende Bücherwurm Monsieur Floche zusammen mit seiner Frau auf dem Schloss. Madame Floche ist die jüngere Schwester der Baronin. Casimir, ein behindertes Kind, Enkelsohn der Saint-Auréols, gibt Gérard Rätsel auf. Mit der Zeit aber fügt sich das Mosaik zusammen: Isabelle, die Tochter der Saint-Auréols, liebte den Vicomte Blaise de Gonfreville aus der Nachbarschaft. Gérard findet einen Brief, aus dem hervorgeht, Isabelle wollte mit dem Geliebten durchbrennen. Aus der Flucht wurde nichts. Der Vicomte kam kurz vor dem Fluchttermin bei einem Jagdunfall ums Leben.
Die erste Begegnung mit der real existierenden Isabelle verschläft Gérard beinahe und „erlebt“ das nächtliche Ereignis aus einer Lauscherposition; beobachtet durch einen Türspalt, wie Isabelle von der Tante und der Mutter Geld erbittet. Es fällt das harte Wort von der „undankbaren, entarteten Tochter“. Gérard erlebt eine geldgierige Isabelle.
Als Gérard im darauf folgenden Jahr Quartfourche von Paris aus wieder aufsucht, sind das Ehepaar Floche und der Baron verstorben. Die Baronin ist gelähmt. Isabelle hat Quartfourche zum Verkauf angeboten. Die Parkbäume fallen der Axt zum Opfer. Das Gut ist mit Hypotheken belastet. Isabelle schläft mit dem Vertreter der Gläubiger. Die Frau teilt Gérard die ganze Wahrheit mit. Isabelles Geliebter, der Vicomte, kam nicht bei einem Jagdunfall um, sondern wurde von Gratien, einem den Saint-Auréols treu ergebenen Bediensteten, auf Geheiß Isabelles erschossen. Isabelle beteuert, das Ganze sei ein Missverständnis gewesen. Isabelle hätte lediglich gewollt, dass die Flucht, der sie sich auf einmal nicht mehr gewachsen gefühlt hätte, verhindert würde. Es stellte sich nach dem Tode des Vicomte heraus, Isabelle war schwanger. Später bringt sie Casimir zur Welt.
Von Gérard nach ihren Zukunftsplänen befragt, gibt Isabelle Antworten, aus denen der Frager erkennt, er hatte sich „in einen Traum verliebt“. Monate später wird Isabelle von dem Gläubiger verlassen und sucht mit einem Kutscher das Weite und lässt den Sohn im Stich. Casimir kommt bei der Familie Gratien unter. Gérard ersteigert Quartfourche, heiratet in der Nachbarschaft und sichert Gratien und Casimir ein bescheidenes Auskommen.

## Sottie
Gérard erforscht und berichtet lediglich über Vorgefallenes. Die Dinge haben sich bei seiner Ankunft auf Quartfourche bereits ereignet. Dieser Möchtegern-Schriftsteller erscheint dem Leser zwar als Ich-Erzähler, doch er berichtet die auf dem Schloss eruierten Geschehnisse nur Francis Jammes, der sie später zu Papier bringt. Das Bild des Gérard Lacase erscheint als zwiespältig. Der hochgebildete, gewandte Pariser Gelehrte benimmt sich auf einmal höchst albern, wenn es in der zweiten Texthälfte dann endlich um Isabelle geht. Gide nennt seine Erzählung eine Sottie: Treuherzig bittet Gérard beim Leser um Nachsicht, denn er kannte ja „die Liebe noch nicht“. So streicht der in ein Bildnis verliebte Narr durch den Schlosspark und ruft Isabelle bei ihrem Namen! Zu dem Zeitpunkt ist Isabelle sowohl für den Verliebten als auch für den Leser noch ein Phantom. Zum Schluss der Erzählung wird Gérard durch Isabelles Auftreten völlig desillusioniert.

## Selbstzeugnis
- Tagebuch vom 8. Mai 1911: Gide schreibt, er habe in Brügge in der Druckerei Verbeke u. a. die Fahnen zu „Isabelle“ durchgesehen.[5]

## Rezeption
- In seiner Gide-Biographie sieht Martin Erzählungen wie „Isabelle“ als Vorübungen zu den anschließend geschriebenen großen Romanen an, deren Erzählung stets „abstrakt auf einer Linie“ entwickelt wird. Zudem meint Martin, Gide habe alle seine Erzählungen von „Geröll gereinigt“[6].
- Lefebvre nimmt in seinem Nachwort[7] wiederholt auf Symbolträchtiges Bezug – z. B. auf die Gidesche Ironie: Isabelle heißt die Keusche und Auréol heißt Heiligenschein .

## Deutsche Ausgaben
Quelle
- Raimund Theis, Peter Schnyder (Hrsg.): André Gide: Isabelle. Aus dem Französischen übertragen von Andrea Spingler. Gesammelte Werke in zwölf Bänden. Band VIII/2, S. 143–227. Deutsche Verlags-Anstalt Stuttgart 1992. ISBN 3-421-06468-7

Deutschsprachige Ausgabe
- André Gide: Isabelle. Mit 19 Textillustrationen von Rafaello Busoni. Übersetzer: Fritz Donath. Spaeth Verlag Berlin 1926.
- André Gide: Isabelle. Übersetzerin: Maria Honeit. S. Fischer, Frankfurt, 1956. (Fischer-Bücherei. 137.)
- Peter Schnyder (Hrsg.): André Gide: Isabelle. Erzählung. Übers. Andrea Spingler. dtv Literatur 13442, März 2006, ISBN 978-3-423-13442-2

Sekundärliteratur
- Claude Martin: André Gide. Aus dem Französischen übertragen von Ingeborg Esterer. Rowohlt, Reinbek b. Hamburg,. Juli 1987. ISBN 3-499-50089-2
- Hans Hinterhäuser, Peter Schnyder, Raimund Theis (Hrsg.): André Gide: Tagebuch 1903–1922. Aus dem Französischen übertragen von Maria Schäfer-Rümelin. Gesammelte Werke in zwölf Bänden. Band II/2. Deutsche Verlags-Anstalt Stuttgart 1990. ISBN 3-421-06462-8